# 민강 (쓰촨성)
민강(중국어: 岷江, 병음: Mín Jiāng, 표준어: 민장강)은 중화인민공화국을 흐르는 강의 하나로 장강의 좌안의 지류이다. 쓰촨성 중부의 대표적인 강으로 예전에는 문수(汶水)라고도 했다. 길이는 735km이고 민강 수계의 수량은 창장 강의 지류 중에서도 최대이다.
주요 지류로는 헤이수이허(黑水河), 짜구나오허(杂谷脑河), 다두허(大渡河), 마볜허(马边河), 금강(錦江) 등이 있다.
민강은 쓰촨성 북부의 아바 티베트족 창족 자치주 북부, 간쑤성으로부터 쓰촨성으로 뻗은 민산산맥의 남쪽 기슭에서 출발한다. 쑹판현, 마오현, 원촨현의 깊은 산지를 흘러 청두시(두장옌시)에서 청두 평원으로 나와 메이산시를 지나 러산시에서 다두허와 합류한다. 최종적으로는 이빈시에서 진사강과 합류해 창장 강을 형성한다. 민강과 그 지류가 흐르는 비옥한 청두 평원은 쓰촨 분지의 서부에 있으며, 중국 남서부에서도 최대의 평야이다.
지류 중 다두허는 칭하이성 위수 티베트족 자치주 남부의 바옌커라 산맥의 남쪽 기슭에서 출발해 쓰촨성 간쯔 티베트족 자치주의 다쉐산맥과 충라이산맥의 사이를 통과해 러산에서 민강과 합류하는 길이 1,155km의 대하이다. 다두허는 민강의 지류로서 다루어지지만 합류점까지의 연장은 민강보다 길고 수량도 민강보다 많다.
민강이 산악부에서 청두 평원으로 나오는 장소에는 전국시대 말기에 진에 의해서 건설된 수리 시설 두장옌이 있어 민강의 물을 청두 평원 방면으로 흘려 보내고 수해 방지·수운·관개 등으로 이용된다. 두장옌은 현재까지 2000년 이상에 걸쳐 청두 평원의 광대한 농지를 적시는 수로망의 기점이며, 세계 유산으로도 지정되어 있다.